# 明詩紀事
明詩紀事，明朝詩話集，清朝陳田編著，凡187卷。
「明詩紀事」錄詩4000餘家，附传记，评论。作者多按天干排列，共十籤，甲籤30卷，記洪武朝，乙籤多錄建文朝殉節者，特重明末天啟、崇禎諸家，後二籤（壬籤、癸籤）未刊行。陳田自序：“至此集以紀事為名，無事可紀者，亦廣為甄錄，冀以攬前哲之芳馥，為後人之貽餉云爾。”光緒二十五年初刊。1936年商務印書館《萬有文庫》有第二集排印本。

## 相關連結
- 《唐詩紀事》
- 《宋詩紀事》
- 《元詩紀事》